# Nottingham Forest Football Club 2019-2020
Questa voce raccoglie le informazioni riguardanti il Nottingham Forest Football Club nelle competizioni ufficiali della stagione 2019-2020.

## Stagione
La stagione 2019-2020 è stata la 154ª stagione del club e la dodicesima stagione consecutiva in Championship.
Oltre a disputare la Championship, il Forest ha partecipato anche alle due coppe inglesi: la FA Cup e la League Cup.
La stagione del Forest inizia con l'annuncio da parte della dirigenza dell'ingaggio come nuovo allenatore del francese Sabri Lamouchi.
In League Cup, denominata Carabao Cup per motivi di sponsorizzazione, dopo aver superato in casa il Fleetwood Town ed il Derby County, viene eliminato al terzo turno eliminatorio, perdendo 5-0 sul campo dell'Arsenal.
Invece, per quanto riguarda la FA Cup, il percorso è molto più breve: l'eliminazione arriva al terzo turno eliminatorio per mano del Chelsea.
Con una nota apparsa sul proprio sito internet, il 10 marzo 2020, il club comunica che il proprietario Evangelos Marinakis è risultato positivo al tampone della COVID-19; il giorno successivo, dopo essere stato a contatto con il proprio proprietario, tutti i giocatori ed i membri dello staff vengono sottoposti a tampone, risultando tutti negativi. Il 13 marzo 2020, in una nota congiunta, la Premier League, la English Football League e la FA, comunicano la sospensione di ogni attività agonistica fino agli inizi di aprile a causa dell'emergenza dovuta alla pandemia di COVID-19 del 2020 nel Regno Unito. Con un nuovo comunicato, il 19 marzo 2020, viene comunicato che la sospensione durerà fino al 30 aprile 2020. Dopo due settimane dalla sua positività, il presidente del club Marinakis è stato sottoposto ad un nuovo tampone, risultato negativo e quindi sancendone la guarigione. Il 3 aprile, con un lungo comunicato, la EFL prolunga la sospensione fino a data da destinarsi o perlomeno fino a quando la situazione sanitaria non sia sicura per lo svolgimento degli eventi sportivi; il 31 maggio 2020 comunica che la ripresa del campionato è fissata per il weekend del 20 giugno 2020, mentre l'8 giugno fissa date e orari per la ripartenza.
Il 19 giugno la società comunica di aver sottoscritto un nuovo contratto con l'allenatore Sabri Lamouchi.
Il 22 luglio 2020, dopo essere stato lungamente tra le prime posizioni, si ritrova all'ultima giornata a giocarsi un posto per disputare i playoff ma, con 3 punti nelle ultime 6 partite, compresa la sconfitta per 4-1 contro il Stoke City, chiude il campionato al 7º posto, rimanendo così fuori dalla lotta per la promozione.

## Maglie e sponsor
Lo sponsor tecnico per la stagione 2019-2020 è l'azienda italiana Macron; lo sponsor ufficiale è la piattaforma di gioco autorizzata e regolamentata dal Regno Unito Football Index, la quale consente agli appassionati di calcio di scommettere sul futuro successo dei giocatori di calcio.
|  | Casa | Trasferta |

## Calciomercato

### Sessione estiva(dal 6/5 all'8/8)
| Acquisti | Acquisti          | Acquisti          | Acquisti      |
| R.       | Nome              | da                | Modalità      |
| -------- | ----------------- | ----------------- | ------------- |
| P        | Stephen Henderson | Wycombe           | fine prestito |
| P        | Tim Erlandsson    | Frej              | fine prestito |
| P        | Arijanet Murić    | Manchester City   | prestito      |
| P        | Brice Samba       | Caen              | definitivo    |
| P        | Marios Siampanis  | Olympiacos        | prestito      |
| P        | Jordan Smith      | Mansfield Town    | fine prestito |
| P        | Rudolfs Soloha    | Coalville Town    | fine prestito |
| D        | Chema             | Levante           | definitivo    |
| D        | Joe Coveney       | Billericay Town   | fine prestito |
| D        | Adam Crookes      | Port Vale         | fine prestito |
| D        | Alex Iacovitti    | Oldham Athletic   | fine prestito |
| D        | Carl Jenkinson    | Arsenal           | definitivo    |
| D        | Yuri Ribeiro      | Benfica           | definitivo    |
| D        | Ethan Stewart     | Billericay Town   | fine prestito |
| D        | Joe Worrall       | Rangers           | fine prestito |
| C        | Albert Adomah     | Aston Villa       | svincolato    |
| C        | Sammy Ameobi      | Bolton            | svincolato    |
| C        | John Bostock      | Tolosa            | prestito      |
| C        | Jason Cummings    | Luton Town        | fine prestito |
| C        | Toby Edser        | Port Vale         | fine prestito |
| C        | Jorge Grant       | Mansfield Town    | fine prestito |
| C        | Alfa Semedo       | Benfica           | prestito      |
| C        | Tiago Silva       | Feirense          | definitivo    |
| C        | Samba Sow         | Dinamo Mosca      | definitivo    |
| C        | Apostolos Vellios | Waasland-Beveren  | fine prestito |
| A        | Gboly Ariyibi     | Motherwell        | fine prestito |
| A        | Zach Clough       | Rochdale          | fine prestito |
| A        | Virgil Gomis      | Notts County      | fine prestito |
| A        | Rafa Mir          | Wolverhampton     | prestito      |
| A        | Victor Sodeinde   | Mickleover Sports | fine prestito |
| A        | Tyler Walker      | Mansfield Town    | fine prestito |

| Cessioni | Cessioni              | Cessioni        | Cessioni             |
| R.       | Nome                  | a               | Modalità             |
| -------- | --------------------- | --------------- | -------------------- |
| P        | Liam Bossin           | Cork City       | svincolato           |
| P        | Stephen Henderson     | Crystal Palace  | svincolato           |
| P        | Rudolfs Soloha        | Valmiera        | svincolato           |
| P        | Luke Steele           | Millwall        | prestito             |
| D        | Sam Byram             | West Ham Utd    | fine prestito        |
| D        | Joe Coveney           | Colne           | svincolato           |
| D        | Adam Crookes          | Port Vale       | svincolato           |
| D        | Sam Greenwood         |                 | svincolato           |
| D        | Josef Hefele          | Saint Leo Lions | svincolato           |
| D        | Alex Iacovitti        | Oldham Athletic | riscattato           |
| D        | Saidy Janko           | Porto           | fine prestito        |
| D        | Molla Wagué           | Udinese         | fine prestito        |
| C        | Diogo Gonçalves       | Benfica         | fine prestito        |
| C        | Jack Colback          | Newcastle Utd   | fine prestito        |
| C        | Jorge Grant           | Lincoln City    | definitivo           |
| C        | Ben Osborn            | Sheffield Utd   | definitivo           |
| C        | Pelé                  | Monaco          | fine prestito        |
| C        | Panagiōtīs Tachtsidīs | Lecce           | riscattato 450.000 € |
| C        | Apostolos Vellios     | Atromītos       | definitivo           |
| A        | Karim Ansarifard      | Al-Sailiya      | definitivo           |
| A        | Léo Bonatini          | Wolverhampton   | fine prestito        |
| A        | Hillal Soudani        | Olympiacos      | definitivo           |
| A        | Tyler Walker          | Lincoln City    | prestito             |
| A        | Jamie Ward            | Scunthorpe Utd  | svincolato           |

### Sessione esterna(dal 9/8 al 31/12)
| Acquisti               | Acquisti   | Acquisti | Acquisti      |
| R.                     | Nome       | da       | Modalità      |
| ---------------------- | ---------- | -------- | ------------- |
| C                      | Liam Sole  | MK Dons  | svincolato    |
| Rientro prestiti brevi |            |          |               |
| R.                     | Nome       | da       | Modalità      |
| C                      | Toby Edser | Woking   | fine prestito |

| Cessioni                | Cessioni            | Cessioni          | Cessioni                |
| R.                      | Nome                | a                 | Modalità                |
| ----------------------- | ------------------- | ----------------- | ----------------------- |
| P                       | Jordan Wright       | Alfreton Town     | prestito                |
| D                       | Alexander Milošević |                   | risoluzione consensuale |
| D                       | Danny Preston       | Alfreton Town     | prestito                |
| D                       | Jayden Richardson   | Exeter City       | prestito                |
| C                       | Gboly Ariyibi       | Panaitōlikos      | definitivo              |
| C                       | Liam Bridcutt       | Bolton            | prestito                |
| C                       | Adlène Guedioura    | Al-Gharafa        | definitivo              |
| C                       | Jake Taylor         | Port Vale         | prestito                |
| A                       | Arvin Appiah        | Almería           | definitivo 8.800.000€   |
| A                       | Jason Cummings      | Shrewsbury Town   | definitivo              |
| A                       | Virgil Gomis        | Macclesfield Town | prestito                |
| A                       | Daryl Murphy        | Bolton            | svincolato              |
| A                       | Victor Sodeinde     | Hereford          | prestito                |
| Cessione prestiti brevi |                     |                   |                         |
| R.                      | Nome                | a                 | Modalità                |
| C                       | Toby Edser          | Woking            | prestito                |

### Sessione invernale(dall'1/1 al 31/1)
| Acquisti | Acquisti       | Acquisti          | Acquisti      |
| R.       | Nome           | da                | Modalità      |
| -------- | -------------- | ----------------- | ------------- |
| P        | Luke Steele    | Millwall          | fine prestito |
| P        | Jordan Wright  | Alfreton Town     | fine prestito |
| D        | Gaëtan Bong    | Brighton          | definitivo    |
| D        | Danny Preston  | Alfreton Town     | fine prestito |
| C        | Liam Bridcutt  | Bolton            | fine prestito |
| A        | Nuno da Costa  | Strasburgo        | definitivo    |
| A        | Adama Diakhaby | Huddersfield Town | prestito      |
| A        | Virgil Gomis   | Macclesfield Town | fine prestito |
| A        | Julian Larsson | AIK               | definitivo    |
| A        | Tyler Walker   | Lincoln City      | fine prestito |

| Cessioni | Cessioni                | Cessioni       | Cessioni      |
| R.       | Nome                    | a              | Modalità      |
| -------- | ----------------------- | -------------- | ------------- |
| P        | Costel Pantilimon       | Omonia         | prestito      |
| P        | Luke Steele             | Millwall       | prestito      |
| D        | Chema                   | Getafe         | definitivo    |
| D        | Jordan Lawrence-Gabriel | Scunthorpe Utd | prestito      |
| D        | Jack Robinson           | Sheffield Utd  | definitivo    |
| C        | Albert Adomah           | Cardiff City   | prestito      |
| C        | Liam Bridcutt           | Lincoln City   | prestito      |
| C        | Tyrese Fornah           | Casa Pia       | prestito      |
| C        | Owen Gallacher          | Harrogate Town | prestito      |
| C        | Claudio Yacob           | Nacional       | definitivo    |
| A        | Rafa Mir                | Wolverhampton  | fine prestito |
| A        | Will Swan               | Truro City     | prestito      |

### Sessione esterna(dall'1/2 al 30/6)
| Acquisti               | Acquisti        | Acquisti       | Acquisti      |
| R.                     | Nome            | da             | Modalità      |
| ---------------------- | --------------- | -------------- | ------------- |
| D                      | Morgan Sadler   | Bury           | svincolato    |
| C                      | Owen Gallacher  | Harrogate Town | fine prestito |
| C                      | Adrian Galliani | Watford        | definitivo    |
| C                      | Marcus McGuane  | Barcellona     | svincolato    |
| A                      | Victor Sodeinde | Hereford       | fine prestito |
| Rientro prestiti brevi |                 |                |               |
| R.                     | Nome            | da             | Modalità      |
| P                      | George Shelvey  | Truro City     | fine prestito |
| A                      | Will Swan       | Truro City     | fine prestito |

| Cessioni                | Cessioni                | Cessioni                | Cessioni                |
| R.                      | Nome                    | a                       | Modalità                |
| Cessione prestiti brevi | Cessione prestiti brevi | Cessione prestiti brevi | Cessione prestiti brevi |
| R.                      | Nome                    | a                       | Modalità                |
| ----------------------- | ----------------------- | ----------------------- | ----------------------- |
| P                       | George Shelvey          | Truro City              | prestito                |

## Organigramma societario

### Staff tecnico
Staff aggiornato al 28 giugno 2019.
- Sabri Lamouchi - Allenatore
- Bruno Baltazar - Allenatore in seconda
- David Barriac - Assistente tecnico
- Jean-Paul Ancian - Assistente tecnico
- Ian Bennett - Allenatore dei portieri

## Rosa
Rosa e numerazione sono aggiornati al 4 marzo 2020.
| N. |                          | Ruolo | Calciatore          |
| -- | ------------------------ | ----- | ------------------- |
| 1  | Romania (bandiera)       | P     | Costel Pantilimon   |
| 2  | Portogallo (bandiera)    | D     | Yuri Ribeiro        |
| 3  | Portogallo (bandiera)    | D     | Tobias Figueiredo   |
| 4  | Inghilterra (bandiera)   | D     | Joe Worrall         |
| 6  | Svezia (bandiera)        | D     | Alexander Milošević |
| 6  | Camerun (bandiera)       | D     | Gaëtan Bong         |
| 7  | Giamaica (bandiera)      | A     | Lewis Grabban       |
| 8  | Inghilterra (bandiera)   | C     | Ben Watson          |
| 9  | Capo Verde (bandiera)    | A     | Nuno da Costa       |
| 10 | Portogallo (bandiera)    | C     | João Carvalho       |
| 11 | Inghilterra (bandiera)   | C     | Matty Cash          |
| 12 | Inghilterra (bandiera)   | P     | Jordan Smith        |
| 13 | Inghilterra (bandiera)   | C     | John Bostock        |
| 14 | Spagna (bandiera)        | A     | Rafa Mir            |
| 14 | Francia (bandiera)       | A     | Adama Diakhaby      |
| 15 | Inghilterra (bandiera)   | P     | Luke Steele         |
| 16 | Inghilterra (bandiera)   | D     | Carl Jenkinson      |
| 17 | Guinea-Bissau (bandiera) | C     | Alfa Semedo         |
| 18 | Inghilterra (bandiera)   | D     | Jack Robinson       |
| 19 | Inghilterra (bandiera)   | A     | Sammy Ameobi        |
| 20 | Inghilterra (bandiera)   | D     | Michael Dawson      |

| N. |                        | Ruolo | Calciatore              |
| -- | ---------------------- | ----- | ----------------------- |
| 21 | Mali (bandiera)        | C     | Samba Sow               |
| 22 | Inghilterra (bandiera) | C     | Ryan Yates              |
| 23 | Inghilterra (bandiera) | A     | Joe Lolley              |
| 24 | Argentina (bandiera)   | C     | Claudio Yacob           |
| 26 | Scozia (bandiera)      | C     | Liam Bridcutt           |
| 27 | Zimbabwe (bandiera)    | D     | Tendayi Darikwa         |
| 28 | Portogallo (bandiera)  | C     | Tiago Silva             |
| 29 | Tunisia (bandiera)     | D     | Yohan Benalouane        |
| 30 | Francia (bandiera)     | P     | Brice Samba             |
| 34 | Inghilterra (bandiera) | A     | Tyler Walker            |
| 36 | Spagna (bandiera)      | D     | Chema                   |
| 37 | Ghana (bandiera)       | C     | Albert Adomah           |
| 38 | Inghilterra (bandiera) | C     | Tyrese Fornah           |
| 39 | Inghilterra (bandiera) | A     | Zach Clough             |
| 40 | Galles (bandiera)      | C     | Brennan Johnson         |
| 42 | Irlanda (bandiera)     | C     | Yassine En-Neyah        |
| 43 | Inghilterra (bandiera) | C     | Arvin Appiah            |
| 44 | Germania (bandiera)    | D     | Michael Hefele          |
| 46 | Scozia (bandiera)      | D     | Jordan Lawrence-Gabriel |
| 48 | Inghilterra (bandiera) | A     | Alex Mighten            |
| 49 | Kosovo (bandiera)      | P     | Arijanet Murić          |

## Risultati

### Championship

#### Girone di andata
| Arbitro: | Darren England |

|         |           |                          |
| Cash 9’ | Marcatori | 15’ Edwards 26’ Phillips |

| Arbitro: | Robert Jones |

|               |           |             |
| Hernández 59’ | Marcatori | 77’ Grabban |

| Arbitro: | Tony Harrington |

|                                   |           |  |
| Lolley 15’ Grabban 22’ Dawson 64’ | Marcatori |  |

| Arbitro: | Oliver Langford |

|            |           |            |
| Taylor 18’ | Marcatori | 78’ Adomah |

| Arbitro: | Peter Bankes |

|              |           |                 |
| Mitrović 83’ | Marcatori | 4’, 61’ Grabban |

| Arbitro: | Geoff Eltringham |

|            |           |           |
| Adomah 79’ | Marcatori | 40’ Bodin |

| Arbitro: | James Linington |

|  |           |            |
|  | Marcatori | 85’ Semedo |

| Arbitro: | Jarred Gillett |

|            |           |  |
| Watson 41’ | Marcatori |  |

| Arbitro: | Andrew Madley |

|                         |           |                                   |
| Gregory 10’ McClean 84’ | Marcatori | 36’ Lolley 47’ Ameobi 61’ Grabban |

| Arbitro: | Stephen Martin |

|               |           |            |
| Armstrong 63’ | Marcatori | 65’ Lolley |

| Arbitro: | Dean Whitestone |

|            |           |  |
| Watson 56’ | Marcatori |  |

| Arbitro: | Matthew Donohue |

|          |           |  |
| Lowe 77’ | Marcatori |  |

| Arbitro: | Oliver Langford |

|          |           |                        |
| Cash 55’ | Marcatori | 38’ Magennis 48’ Bowen |

| Arbitro: | David Webb |

|             |           |             |
| Grabban 80’ | Marcatori | 83’ Baldock |

| Arbitro: | Gavin Ward |

|               |           |                        |
| McManaman 87’ | Marcatori | 39’ Grabban 59’ Ameobi |

| Arbitro: | Darren England |

|             |           |  |
| Grabban 56’ | Marcatori |  |

| Bristol 23 novembre 2019, ore 15:00 GMT 17ª giornata | Bristol City | 0 – 0 referto | Nottingham Forest | Ashton Gate Stadium (23.573 spett.)\| Arbitro: \| Craig Pawson \| |
| Arbitro:                                             | Craig Pawson |               |                   |                                                                   |

| Arbitro: | Steve Martin |

|  |           |                                                    |
|  | Marcatori | 15’ Figueiredo 81’ Grabban 88’ Carvalho 90’ Semedo |

| Arbitro: | Robert Jones |

|  |           |                  |
|  | Marcatori | 14’ Mendez-Laing |

| Arbitro: | John Brooks |

|                          |           |                  |
| Williams 81’ O'Brien 88’ | Marcatori | 63’, 88’ Grabban |

| Arbitro: | Andy Woolmer |

|           |           |                    |
| Yates 63’ | Marcatori | 81 ’ (rig.) McNair |

| Arbitro: | James Linington |

|  |           |                                  |
|  | Marcatori | 9’, 13’, 37’ Rhodes 45’ Fletcher |

| Arbitro: | Andy Davies |

|                          |           |             |
| Schindler 32’ Mounié 49’ | Marcatori | 75’ Worrall |

#### Girone di ritorno
| Arbitro: | Geoff Eltringham |

|  |           |                        |
|  | Marcatori | 11’ (rig.) 82’ Grabban |

| Arbitro: | Matthew Donohue |

|                |           |  |
| Figueiredo 60’ | Marcatori |  |

| Arbitro: | Darren Bond |

|                                   |           |                                |
| Lolley 22’ Grabban 25’ (rig.) 55’ | Marcatori | 39’ Downing 71’ (aut.) Worrall |

| Arbitro: | Dean Whitestone |

|                         |           |              |
| Figueiredo 90+7’ (aut.) | Marcatori | 90+5’ Watson |

| Arbitro: | Tony Harrington |

|                                    |           |             |
| Lolley 36’, 57’ Grabban 90’ (rig.) | Marcatori | 23’ Cornick |

| Arbitro: | Tim Robinson |

|  |           |            |
|  | Marcatori | 14’ Lolley |

| Arbitro: | Jeremy Simpson |

|                        |           |             |
| Hogan 42’ Pedersen 74’ | Marcatori | 18’ T.Silva |

| Arbitro: | Oliver Langford |

|                         |           |  |
| Ameobi 31’ Walker 90+4’ | Marcatori |  |

| Arbitro: | Darren Bond |

|  |           |            |
|  | Marcatori | 31’ Taylor |

| Arbitro: | Keith Stroud |

|                                    |           |                             |
| Robinson 37’ Figueiredo 65’ (aut.) | Marcatori | 45’ (aut.) Bartley 90’ Cash |

| West Bridgford 22 febbraio 2020, ore 15:00 GMT 34ª giornata | Nottingham Forest | 0 – 0 referto | QPR | City Ground (28.750 spett.)\| Arbitro: \| Robert Jones \| |
| Arbitro:                                                    | Robert Jones      |               |     |                                                           |

| Arbitro: | Stephen Martin |

|  |           |             |
|  | Marcatori | 50’ T.Silva |

| Arbitro: | Darren England |

|                      |           |                       |
| Gestede 40’ Wing 44’ | Marcatori | 29’ Yates 86’ Grabban |

| Arbitro: | Geoff Eltringham |

|  |           |                     |
|  | Marcatori | 20’, 26’, 33’ Smith |

| Arbitro: | Robert Jones |

|             |           |            |
| Wickham 90’ | Marcatori | 69’ Lolley |

| Arbitro: | David Webb |

|                            |           |                    |
| Grabban 43’, 46’ Yates 85’ | Marcatori | 90+7’ (rig.) Grant |

| Arbitro: | Darren Bond |

|           |           |  |
| Silva 63’ | Marcatori |  |

| Arbitro: | Darren England |

|              |           |            |
| Martin 90+7’ | Marcatori | 12’ Lolley |

| Arbitro: | Robert Jones |

|  |           |             |
|  | Marcatori | 45+4’ Arter |

| Arbitro: | Jeremy Simpson |

|              |           |                   |
| Stockley 15’ | Marcatori | 5’ (rig.) Grabban |

| Arbitro: | Oliver Langford |

|                 |           |                             |
| Ameobi 20’, 55’ | Marcatori | 8’ Brewster 45’ (rig.) Ayew |

| Arbitro: | Scott Duncan |

|               |           |  |
| Schmidt 90+4’ | Marcatori |  |

| Arbitro: | Gavin Ward |

|                |           |                                                              |
| Figueiredo 61’ | Marcatori | 19’ Batth 73’ McClean 78’ Gregory 90+6’ (aut.) Nuno da Costa |

### FA Cup

#### Turni eliminatori
| Arbitro: | Peter Bankes |

|                            |           |  |
| Hudson-Odoi 6’ Barkley 33’ | Marcatori |  |

### English Football League Cup

#### Turni eliminatori
| Arbitro: | Alan Young |

|           |           |  |
| Silva 59’ | Marcatori |  |

| Arbitro: | John Brooks |

|                                    |           |  |
| Adomah 25’ Lolley 35’ Carvalho 79’ | Marcatori |  |

| Arbitro: | Darren England |

|                                                        |           |  |
| Martinelli 31’, 90’ Holding 71’ Willock 78’ Nelson 84’ | Marcatori |  |

## Statistiche

### Statistiche di squadra
Statistiche aggiornate al 22 luglio 2020.
| Competizione | Punti       | In casa | In casa | In casa | In casa | In casa | In casa | In trasferta | In trasferta | In trasferta | In trasferta | In trasferta | In trasferta | Totale | Totale | Totale | Totale | Totale | Totale | D.R. |
| Competizione | Punti       | G       | V       | N       | P       | Gf      | Gs      | G            | V            | N            | P            | Gf           | Gs           | G      | V      | N      | P      | Gf     | Gs     | D.R. |
| ------------ | ----------- | ------- | ------- | ------- | ------- | ------- | ------- | ------------ | ------------ | ------------ | ------------ | ------------ | ------------ | ------ | ------ | ------ | ------ | ------ | ------ | ---- |
| Championship | 70          | 23      | 10      | 5       | 8       | 27      | 27      | 23           | 8            | 11           | 4            | 31           | 23           | 46     | 18     | 16     | 12     | 58     | 50     | +8   |
| FA Cup       | Terzo Turno | 0       | 0       | 0       | 0       | 0       | 0       | 1            | 0            | 0            | 1            | 0            | 2            | 1      | 0      | 0      | 1      | 0      | 2      | -2   |
| EFL Cup      | Terzo Turno | 2       | 2       | 0       | 0       | 4       | 0       | 1            | 0            | 0            | 1            | 0            | 5            | 3      | 2      | 0      | 1      | 4      | 5      | -1   |
| Totale       | 70          | 25      | 12      | 5       | 8       | 31      | 27      | 25           | 8            | 11           | 6            | 31           | 30           | 50     | 20     | 16     | 14     | 62     | 57     | +5   |

### Andamento in campionato
| Giornata  | 1  | 2  | 3 | 4  | 5 | 6  | 7 | 8 | 9 | 10 | 11 | 12 | 13 | 14 | 15 | 16 | 17 | 18 | 19 | 20 | 21 | 22 | 23 | 24 | 25 | 26 | 27 | 28 | 29 | 30 | 31 | 32 | 33 | 34 | 35 | 36 | 37 | 38 | 39 | 40 | 41 | 42 | 43 | 44 | 45 | 46 |
| --------- | -- | -- | - | -- | - | -- | - | - | - | -- | -- | -- | -- | -- | -- | -- | -- | -- | -- | -- | -- | -- | -- | -- | -- | -- | -- | -- | -- | -- | -- | -- | -- | -- | -- | -- | -- | -- | -- | -- | -- | -- | -- | -- | -- | -- |
| Luogo     | C  | T  | C | T  | T | C  | T | C | T | T  | C  | T  | C  | T  | C  | T  | T  | C  | T  | C  | C  | T  | T  | C  | C  | T  | C  | C  | T  | T  | C  | C  | T  | C  | T  | T  | C  | T  | C  | C  | T  | C  | T  | C  | T  | C  |
| Risultato | P  | N  | V | N  | V | N  | V | V | V | N  | V  | P  | P  | V  | V  | N  | V  | P  | N  | N  | P  | P  | V  | V  | V  | N  | V  | N  | V  | P  | V  | P  | N  | N  | V  | N  | P  | N  | V  | V  | N  | P  | N  | N  | P  | P  |
| Posizione | 19 | 20 | 9 | 13 | 9 | 10 | 9 | 6 | 3 | 4  | 2  | 4  | 8  | 5  | 5  | 5  | 4  | 4  | 4  | 5  | 8  | 9  | 7  | 5  | 4  | 5  | 5  | 4  | 3  | 4  | 4  | 5  | 5  | 5  | 4  | 4  | 5  | 5  | 4  | 4  | 5  | 5  | 5  | 5  | 5  | 7  |

Legenda:

Luogo: C = Casa; T = Trasferta. Risultato: V = Vittoria; N = Pareggio; P = Sconfitta.